# George Storrs

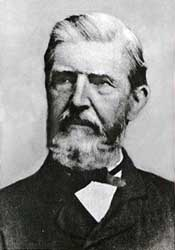
George Storrs

George Storrs (Lebanon, 13 december 1796 – 1879) was een adventistisch onderwijzer en schrijver in de Verenigde Staten.

## Biografie
George Storrs was een zoon van kolonel Constant Storrs (een wagenmaker in het Continentale Leger) en Lucinda Howe (geboortenaam). Storrs werd op zijn 19e congregationalist en startte op zijn 28e met preken in de Methodist Episcopal Church. Tegen 1825 nam Storrs deel aan de New Hampshire Conference. Zijn biografie vermeldt: "Storrs was, ondanks zijn lidmaatschap van de New Hampshire Conference, een sterke man, kundig en invloedrijk in de kerkraden waar hij deel van uitmaakte en een geliefd pastor van verschillende belangrijke kerken."
In 1837 vond hij in een trein een exemplaar van een pamflet van Henry Grew, waarschijnlijk The Intermediate State. De daarop volgende drie jaar bestudeerde hij de daarin genoemde onderwerpen zelfstandig en sprak er uitsluitend over met collega-bedienaren. In 1840 trad hij echter uit de kerk, omdat hij voelde dat hij niet getrouw aan God kon blijven als hij in de kerk zou blijven.
Storrs werd een van de leiders van de Adventistische beweging en associeerde zich met William Miller en Joshua Vaughan Himes. Hij begon met het uitgeven van zijn tijdschrift Bible Examiner in 1843 tot 1879 (met enkele onderbrekingen). In 1863 richtte Storrs The Life and Advent Union op. De beweging ging samen met de Adventist Christian Church in 1864. Na uitvoerige studie over het onderwerp, preekte Storrs over de toestand waarin iemand zich bevindt tussen het sterven en de wederopstanding. Zijn boek Six Sermons verklaarde zijn conditionalistische overtuigingen.
Storrs' geschriften waren van invloed op Charles Taze Russell, de oprichter van het Wachttorengenootschap en stichter van de beweging waaruit onder andere Jehova's getuigen ontstonden. Russell op zijn beurt schreef een artikel in Storrs' The Bible Examiner van oktober 1876 getiteld: "De tijden der heidenen: Wanneer eindigen ze?"